# Zuid-Amerikaans kampioenschap voetbal onder 20 - 2023
Het Zuid-Amerikaans kampioenschap voetbal onder 20 van 2023 was de 30ste editie zijn van de Copa America onder 20. Het toernooi vond plaats van 19 januari tot en met 12 februari 2023 in Colombia.
Dit toernooi bepaalt ook wel landen mogen deelnemen aan het wereldkampioenschap voetbal onder 20 van 2023, dat in Argentinië wordt gespeeld. De vier beste landen kwalificeren zich voor dat toernooi. Argentinië kwalificeert zich daarnaast als gastland.

## Stadions
Colombia werd oorspronkelijk gekozen als gastland voor het Zuid-Amerikaans kampioenschap voetbal van 2021. Dat toernooi werd gecanceld vanwege de Coronapandemie, maar Colombia bleef organisator van het eerstvolgende toernooi, uiteindelijk in 2023. Het was voor de vijfde keer dat Colombia gastland was, hiervoor waren ze dat ook in 1964, 1987, 1992 en 2005.
Cali en Bogotá werden geselecteerd als speelsteden. In Cali werden bijna alle wedstrijden in poule A en B gespeeld, in Bogota de wedstrijden in de finaleronde. In beide steden werden er twee stadions gebruikt.
| Cali                                        | · Cali Bogotá | Bogotá                                           |
| ------------------------------------------- | ------------- | ------------------------------------------------ |
| Estadio Pascual Guerrero Capaciteit: 35.405 | · Cali Bogotá | Estadio El Campín Capaciteit: 36.343             |
|                                             | · Cali Bogotá |                                                  |
| Estadio Deportivo Cali Capaciteit: 42.000   | · Cali Bogotá | Estadio Metropolitano de Techo Capaciteit: 8.000 |
|                                             | · Cali Bogotá |                                                  |

## Loting
De loting voor dit toernooi werd gehouden op 21 december 2022 om 14:00 (UTC−3) in het hoofdkantoor van de CONMEBOL in Luque, Paraguay. De tien landen werden verdeeld in 10 twee groepen van vijf landen. Het gastland (Colombia) en de titelhouder (Ecuador) kwamen automatisch in respectievelijk groep A en B terecht. De overige landen werden over vier potten, gebaseerd op de ranking die werd opgesteld op basis van de resultaten van het vorige toernooi in 2019. In de tabel hieronder is die ranking weergegeven in haakjes achter het betreffende land.
| Vooraf bepaald                                                                                            | Pot 1                          | Pot 2                          | Pot 3                      | Pot 4                     |
| --- | ------------------------------ | ------------------------------ | -------------------------- | ------------------------- |
| - Colombia (4) (gastland, automatisch naar groep A) - Ecuador (1) (titelhouder, automatisch naar groep B) | - Argentinië (2) - Uruguay (3) | - Brazilië (5) - Venezuela (6) | - Chili (7) - Paraguay (8) | - Peru (9) - Bolivia (10) |

## Groepsfase
De top drie kwalificeert zich voor de finaleronde.
Beslissingscriteria
Als landen gelijk eindigden in puntenaantal worden de volgende criteria gebruikt om te bepalen welk land boven de ander eindigt:
1. Onderlinge resultaat tussen de landen;
  - Meeste punten;
  - Doelsaldo;
  - Meeste doelpunten gescoord;
2. Doelsaldo in alle groepswedstrijden;
3. Aantal doelpunten gescoord in alle groepswedstrijden;
4. Minste rode kaarten;
5. Minste gele kaarten;
6. Loting

### Groep A
| Pos | Team       | Wed | W | G | V | Ptn | DV | DT | +/− | Kwalificatie |
| --- | ---------- | --- | - | - | - | --- | -- | -- | --- | ------------ |
| 1   | Brazilië   | 4   | 3 | 1 | 0 | 10  | 9  | 3  | +6  | Finaleronde  |
| 2   | Colombia   | 4   | 2 | 2 | 0 | 8   | 5  | 3  | +2  | Finaleronde  |
| 3   | Paraguay   | 4   | 2 | 1 | 1 | 7   | 5  | 4  | +1  | Finaleronde  |
| 4   | Argentinië | 4   | 1 | 0 | 3 | 3   | 3  | 6  | −3  |              |
| 5   | Peru       | 4   | 0 | 0 | 4 | 0   | 1  | 7  | −6  |              |

|                               |      |        |                                               |                                                                         |
| 19 januari 2023 17:00 (UTC−5) | Peru | 0–3    | Brazilië                                      | Estadio Pascual Guerrero, Cali Scheidsrechter: Guillermo Guerrero (ECU) |
| 19 januari 2023 17:00 (UTC−5) |      | Verlag | Vitor Roque 68', 81' (pen.) Andrey Santos 76' | Estadio Pascual Guerrero, Cali Scheidsrechter: Guillermo Guerrero (ECU) |

|                               |          |        |               |                                                                     |
| 19 januari 2023 19:30 (UTC−5) | Colombia | 1–1    | Paraguay      | Estadio Pascual Guerrero, Cali Scheidsrechter: Gustavo Tejera (URU) |
| 19 januari 2023 19:30 (UTC−5) | Luna 46' | Verlag | Wlk 6' (pen.) | Estadio Pascual Guerrero, Cali Scheidsrechter: Gustavo Tejera (URU) |

|                               |                           |        |             |                                                                     |
| 21 januari 2023 16:00 (UTC−5) | Paraguay                  | 2–1    | Argentinië  | Estadio Pascual Guerrero, Cali Scheidsrechter: Cristian Garay (CHI) |
| 21 januari 2023 16:00 (UTC−5) | Flores 32' Wlk 56' (pen.) | Verlag | Perrone 34' | Estadio Pascual Guerrero, Cali Scheidsrechter: Cristian Garay (CHI) |

|                               |             |        |                 |                                                                     |
| 21 januari 2023 18:30 (UTC−5) | Peru        | 1–2    | Colombia        | Estadio Pascual Guerrero, Cali Scheidsrechter: Yender Herrera (VEN) |
| 21 januari 2023 18:30 (UTC−5) | Vásquez 37' | Verlag | Cortés 45', 74' | Estadio Pascual Guerrero, Cali Scheidsrechter: Yender Herrera (VEN) |

|                               |                 |        |      |                                                                 |
| 23 januari 2023 17:00 (UTC−5) | Paraguay        | 1–0    | Peru | Estadio Pascual Guerrero, Cali Scheidsrechter: Ivo Méndez (BOL) |
| 23 januari 2023 17:00 (UTC−5) | D. González 33' | Verlag |      | Estadio Pascual Guerrero, Cali Scheidsrechter: Ivo Méndez (BOL) |

|                               |              |        |                                                  |                                                                     |
| 23 januari 2023 19:30 (UTC−5) | Argentinië   | 1–3    | Brazilië                                         | Estadio Pascual Guerrero, Cali Scheidsrechter: Gustavo Tejera (URU) |
| 23 januari 2023 19:30 (UTC−5) | González 90' | Verlag | Biro 8' Andrey Santos 36' Vitor Roque 87' (pen.) | Estadio Pascual Guerrero, Cali Scheidsrechter: Gustavo Tejera (URU) |

|                               |               |        |      |                                                                     |
| 25 januari 2023 17:00 (UTC−5) | Argentinië    | 1–0    | Peru | Estadio Pascual Guerrero, Cali Scheidsrechter: Yender Herrera (VEN) |
| 25 januari 2023 17:00 (UTC−5) | Infantino 41' | Verlag |      | Estadio Pascual Guerrero, Cali Scheidsrechter: Yender Herrera (VEN) |

|                               |                   |        |            |                                                                     |
| 25 januari 2023 19:30 (UTC−5) | Brazilië          | 1–1    | Colombia   | Estadio Pascual Guerrero, Cali Scheidsrechter: Cristian Garay (CHI) |
| 25 januari 2023 19:30 (UTC−5) | Andrey Santos 44' | Verlag | Puerta 31' | Estadio Pascual Guerrero, Cali Scheidsrechter: Cristian Garay (CHI) |

|                               |                |        |            |                                                                         |
| 27 januari 2023 19:30 (UTC−5) | Colombia       | 1–0    | Argentinië | Estadio Pascual Guerrero, Cali Scheidsrechter: Guillermo Guerrero (ECU) |
| 27 januari 2023 19:30 (UTC−5) | J. Fuentes 75' | Verlag |            | Estadio Pascual Guerrero, Cali Scheidsrechter: Guillermo Guerrero (ECU) |

|                               |                       |        |             |                                                                      |
| 27 januari 2023 19:30 (UTC−5) | Brazilië              | 2–1    | Paraguay    | Estadio Deportivo Cali, Palmira Scheidsrechter: Gustavo Tejera (URU) |
| 27 januari 2023 19:30 (UTC−5) | Stênio 30' Ronald 55' | Verlag | Pereira 22' | Estadio Deportivo Cali, Palmira Scheidsrechter: Gustavo Tejera (URU) |

### Groep B
| Pos | Team      | Wed | W | G | V | Ptn | DV | DT | +/− | Kwalificatie |
| --- | --------- | --- | - | - | - | --- | -- | -- | --- | ------------ |
| 1   | Uruguay   | 4   | 3 | 1 | 0 | 10  | 11 | 2  | +9  | Finaleronde  |
| 2   | Venezuela | 4   | 2 | 0 | 2 | 6   | 2  | 4  | −2  | Finaleronde  |
| 3   | Ecuador   | 4   | 1 | 2 | 1 | 5   | 3  | 3  | 0   | Finaleronde  |
| 4   | Chili     | 4   | 1 | 1 | 2 | 4   | 2  | 5  | −3  |              |
| 5   | Bolivia   | 4   | 1 | 0 | 3 | 3   | 2  | 6  | −4  |              |

|                               |          |         |           |                                                                        |
| 20 januari 2023 17:00 (UTC−5) | Bolivia  | 1–0     | Venezuela | Estadio Deportivo Cali, Palmira Scheidsrechter: Nicolás Lamolina (ARG) |
| 20 januari 2023 17:00 (UTC−5) | Nava 52' | Verslag |           | Estadio Deportivo Cali, Palmira Scheidsrechter: Nicolás Lamolina (ARG) |

|                               |           |         |             |                                                                     |
| 20 januari 2023 19:30 (UTC−5) | Ecuador   | 1–1     | Chili       | Estadio Deportivo Cali, Palmira Scheidsrechter: Carlos Ortega (COL) |
| 20 januari 2023 19:30 (UTC−5) | Cuero 33' | Verslag | Conelli 25' | Estadio Deportivo Cali, Palmira Scheidsrechter: Carlos Ortega (COL) |

|                               |         |         |          |                                                                     |
| 22 januari 2023 16:00 (UTC−5) | Bolivia | 0–1     | Ecuador  | Estadio Deportivo Cali, Palmira Scheidsrechter: António Nobre (POR) |
| 22 januari 2023 16:00 (UTC−5) |         | Verslag | Mina 79' | Estadio Deportivo Cali, Palmira Scheidsrechter: António Nobre (POR) |

|                               |       |         |                                    |                                                                       |
| 22 januari 2023 18:30 (UTC−5) | Chili | 0–3     | Uruguay                            | Estadio Deportivo Cali, Palmira Scheidsrechter: Braulio Machado (BRA) |
| 22 januari 2023 18:30 (UTC−5) |       | Verslag | Díaz 4' L. Rodríguez 7' García 39' | Estadio Deportivo Cali, Palmira Scheidsrechter: Braulio Machado (BRA) |

|                               |                                |         |           |                                                                        |
| 24 januari 2023 17:00 (UTC−5) | Uruguay                        | 3–0     | Venezuela | Estadio Deportivo Cali, Palmira Scheidsrechter: Augusto Menéndez (PER) |
| 24 januari 2023 17:00 (UTC−5) | L. Rodríguez 24', 65' Díaz 42' | Verslag |           | Estadio Deportivo Cali, Palmira Scheidsrechter: Augusto Menéndez (PER) |

|                               |            |         |         |                                                                        |
| 24 januari 2023 19:30 (UTC−5) | Chili      | 1–0     | Bolivia | Estadio Deportivo Cali, Palmira Scheidsrechter: Nicolás Lamolina (ARG) |
| 24 januari 2023 19:30 (UTC−5) | Assadi 19' | Verslag |         | Estadio Deportivo Cali, Palmira Scheidsrechter: Nicolás Lamolina (ARG) |

|                               |                                                |         |                 |                                                                     |
| 26 januari 2023 17:00 (UTC−5) | Uruguay                                        | 4–1     | Bolivia         | Estadio Deportivo Cali, Palmira Scheidsrechter: António Nobre (POR) |
| 26 januari 2023 17:00 (UTC−5) | Á. Rodríguez 68', 80', 90+6' Díaz 90+5' (pen.) | Verslag | Luján 5' (pen.) | Estadio Deportivo Cali, Palmira Scheidsrechter: António Nobre (POR) |

|                               |                    |         |         |                                                                       |
| 26 januari 2023 19:30 (UTC−5) | Venezuela          | 1–0     | Ecuador | Estadio Deportivo Cali, Palmira Scheidsrechter: Braulio Machado (BRA) |
| 26 januari 2023 19:30 (UTC−5) | Alcócer 15' (pen.) | Verslag |         | Estadio Deportivo Cali, Palmira Scheidsrechter: Braulio Machado (BRA) |

|                               |                    |         |       |                                                                             |
| 28 januari 2023 18:30 (UTC−5) | Venezuela          | 1–0     | Chili | Estadio Olímpico Pascual Guerrero, Cali Scheidsrechter: António Nobre (POR) |
| 28 januari 2023 18:30 (UTC−5) | Alcócer 48' (pen.) | Verslag |       | Estadio Olímpico Pascual Guerrero, Cali Scheidsrechter: António Nobre (POR) |

|                               |           |         |            |                                                                        |
| 28 januari 2023 18:30 (UTC−5) | Ecuador   | 1–1     | Uruguay    | Estadio Deportivo Cali, Palmira Scheidsrechter: Nicolás Lamolina (ARG) |
| 28 januari 2023 18:30 (UTC−5) | Cuero 13' | Verslag | Chagas 15' | Estadio Deportivo Cali, Palmira Scheidsrechter: Nicolás Lamolina (ARG) |

## Finaleronde
| Pos | Team      | Wed | W | G | V | Ptn | DV | DT | +/− | Kwalificatie                                                         |
| --- | --------- | --- | - | - | - | --- | -- | -- | --- | -------------------------------------------------------------------- |
| 1   | Brazilië  | 5   | 4 | 1 | 0 | 13  | 10 | 1  | +9  | Wereldkampioenschap voetbal onder 20 - 2023 & Pan-Amerikaanse Spelen |
| 2   | Uruguay   | 5   | 4 | 0 | 1 | 12  | 8  | 4  | +4  | Wereldkampioenschap voetbal onder 20 - 2023 & Pan-Amerikaanse Spelen |
| 3   | Colombia  | 5   | 3 | 1 | 1 | 10  | 6  | 2  | +4  | Wereldkampioenschap voetbal onder 20 - 2023 & Pan-Amerikaanse Spelen |
| 4   | Ecuador   | 5   | 1 | 1 | 3 | 4   | 5  | 8  | −3  | Wereldkampioenschap voetbal onder 20 - 2023                          |
| 5   | Venezuela | 5   | 0 | 2 | 3 | 2   | 4  | 11 | −7  |                                                                      |
| 6   | Paraguay  | 5   | 0 | 1 | 4 | 1   | 2  | 9  | −7  |                                                                      |

|                               |            |         |                    |                                                                            |
| 31 januari 2023 15:00 (UTC−5) | Paraguay   | 1–1     | Venezuela          | Estadio Metropolitano de Techo, Bogotá Scheidsrechter: António Nobre (POR) |
| 31 januari 2023 15:00 (UTC−5) | Flores 50' | Verslag | Alcócer 77' (pen.) | Estadio Metropolitano de Techo, Bogotá Scheidsrechter: António Nobre (POR) |

|                               |                                        |         |              |                                                                  |
| 31 januari 2023 17:30 (UTC−5) | Brazilië                               | 3–1     | Ecuador      | Estadio El Campín, Bogotá Scheidsrechter: Augusto Menéndez (PER) |
| 31 januari 2023 17:30 (UTC−5) | Vitor Roque 14', 28' Andrey Santos 81' | Verslag | González 76' | Estadio El Campín, Bogotá Scheidsrechter: Augusto Menéndez (PER) |

|                               |                  |         |          |                                                                |
| 31 januari 2023 20:00 (UTC−5) | Uruguay          | 1–0     | Colombia | Estadio El Campín, Bogotá Scheidsrechter: Cristian Garay (CHI) |
| 31 januari 2023 20:00 (UTC−5) | Fa. González 78' | Verslag |          | Estadio El Campín, Bogotá Scheidsrechter: Cristian Garay (CHI) |

|                               |                                  |         |            |                                                                            |
| 3 februari 2023 15:00 (UTC−5) | Uruguay                          | 2–1     | Ecuador    | Estadio Metropolitano de Techo, Bogotá Scheidsrechter: António Nobre (POR) |
| 3 februari 2023 15:00 (UTC−5) | Díaz 35' (pen.) L. Rodríguez 85' | Verslag | Medina 13' | Estadio Metropolitano de Techo, Bogotá Scheidsrechter: António Nobre (POR) |

|                               |                                             |         |           |                                                                         |
| 3 februari 2023 17:30 (UTC−5) | Brazilië                                    | 3–0     | Venezuela | Estadio Metropolitano de Techo, Bogotá Scheidsrechter: Ivo Méndez (BOL) |
| 3 februari 2023 17:30 (UTC−5) | Vitor Roque 49' Pedro 85' Andrey Santos 90' | Verslag |           | Estadio Metropolitano de Techo, Bogotá Scheidsrechter: Ivo Méndez (BOL) |

|                               |                                   |         |          |                                                                  |
| 3 februari 2023 20:00 (UTC−5) | Colombia                          | 3–0     | Paraguay | Estadio El Campín, Bogotá Scheidsrechter: Nicolás Lamolina (ARG) |
| 3 februari 2023 20:00 (UTC−5) | Cabezas 29' Cortés 40' Puerta 88' | Verslag |          | Estadio El Campín, Bogotá Scheidsrechter: Nicolás Lamolina (ARG) |

|                               |                    |         |                                                |                                                                              |
| 6 februari 2023 15:00 (UTC−5) | Venezuela          | 1–4     | Uruguay                                        | Estadio Metropolitano de Techo, Bogotá Scheidsrechter: Braulio Machado (BRA) |
| 6 februari 2023 15:00 (UTC−5) | Alcócer 34' (pen.) | Verslag | Díaz 18' (pen.) Á. Rodríguez 35', 78' Sosa 44' | Estadio Metropolitano de Techo, Bogotá Scheidsrechter: Braulio Machado (BRA) |

|                               |          |         |                        |                                                                    |
| 6 februari 2023 17:30 (UTC−5) | Paraguay | 0–2     | Brazilië               | Estadio El Campín, Bogotá Scheidsrechter: Guillermo Guerrero (ECU) |
| 6 februari 2023 17:30 (UTC−5) |          | Verslag | Giovane 10' Ronald 81' | Estadio El Campín, Bogotá Scheidsrechter: Guillermo Guerrero (ECU) |

|                               |                    |         |         |                                                                |
| 6 februari 2023 20:00 (UTC−5) | Colombia           | 1–0     | Ecuador | Estadio El Campín, Bogotá Scheidsrechter: Cristian Garay (CHI) |
| 6 februari 2023 20:00 (UTC−5) | Córdova 21' (e.d.) | Verslag |         | Estadio El Campín, Bogotá Scheidsrechter: Cristian Garay (CHI) |

|                               |                   |         |            |                                                                             |
| 9 februari 2023 15:00 (UTC−5) | Ecuador           | 1–1     | Venezuela  | Estadio Metropolitano de Techo, Bogotá Scheidsrechter: Gustavo Tejera (URU) |
| 9 februari 2023 15:00 (UTC−5) | C. Zambrano 90+1' | Verslag | Alcócer 3' | Estadio Metropolitano de Techo, Bogotá Scheidsrechter: Gustavo Tejera (URU) |

|                               |                  |         |          |                                                                            |
| 9 februari 2023 17:30 (UTC−5) | Uruguay          | 1–0     | Paraguay | Estadio Metropolitano de Techo, Bogotá Scheidsrechter: António Nobre (POR) |
| 9 februari 2023 17:30 (UTC−5) | L. Rodríguez 85' | Verslag |          | Estadio Metropolitano de Techo, Bogotá Scheidsrechter: António Nobre (POR) |

|                               |          |     |          |                                                                  |
| 9 februari 2023 20:00 (UTC−5) | Colombia | 0–0 | Brazilië | Estadio El Campín, Bogotá Scheidsrechter: Nicolás Lamolina (ARG) |
| 9 februari 2023 20:00 (UTC−5) | Verslag  |     |          | Estadio El Campín, Bogotá Scheidsrechter: Nicolás Lamolina (ARG) |

|                                |                |         |                 |                                                                               |
| 12 februari 2023 16:00 (UTC−5) | Ecuador        | 2–1     | Paraguay        | Estadio Metropolitano de Techo, Bogotá Scheidsrechter: Nicolás Lamolina (ARG) |
| 12 februari 2023 16:00 (UTC−5) | Cuero 12', 73' | Verslag | D. González 81' | Estadio Metropolitano de Techo, Bogotá Scheidsrechter: Nicolás Lamolina (ARG) |

|                                |           |         |                         |                                                               |
| 12 februari 2023 16:00 (UTC−5) | Venezuela | 1–2     | Colombia                | Estadio El Campín, Bogotá Scheidsrechter: António Nobre (POR) |
| 12 februari 2023 16:00 (UTC−5) | Cova 64'  | Verslag | Manyoma 18' Cabezas 39' | Estadio El Campín, Bogotá Scheidsrechter: António Nobre (POR) |

|                                |                               |         |         |                                                                |
| 12 februari 2023 18:30 (UTC−5) | Brazilië                      | 2–0     | Uruguay | Estadio El Campín, Bogotá Scheidsrechter: Cristian Garay (CHI) |
| 12 februari 2023 18:30 (UTC−5) | Andrey Santos 84' Pedro 90+2' | Verslag |         | Estadio El Campín, Bogotá Scheidsrechter: Cristian Garay (CHI) |

## Gekwalificeerd voor WK–20
De volgende vier landen kwalificeerden zich namens de CONMEBOL voor het wereldkampioenschap voetbal onder 20 van 2023.
| Team       | Gekwalificeerd op | Vorige deelnames op Wereldkampioenschap voetbal onder 201                                                       |
| ---------- | ----------------- | --- |
| Uruguay    | 6 februari 2023   | 15 (1977, 1979, 1981, 1983, 1991, 1993, 1997, 1999, 2007, 2009, 2011, 2013, 2015, 2017, 2019)                   |
| Brazilië   | 6 februari 2023   | 18 (1977, 1981, 1983, 1985, 1987, 1989, 1991, 1993, 1995, 1997, 1999, 2001, 2003, 2005, 2007, 2009, 2011, 2015) |
| Colombia   | 9 februari 2023   | 10 (1985, 1987, 1989, 1993, 2003, 2005, 2011, 2013, 2015, 2019)                                                 |
| Ecuador    | 12 februari 2023  | 4 (2001, 2011, 2015, 2019)                                                                                      |
| Argentinië | 17 april 2023     | 16 (1979, 1981, 1983, 1989, 1991, 1995, 1997, 1999, 2001, 2003, 2005, 2007, 2011, 2015, 2017, 2019)             |

1 Vet betekent kampioen. Schuin betekent gastland dat jaar.